# Definició de «planeta»

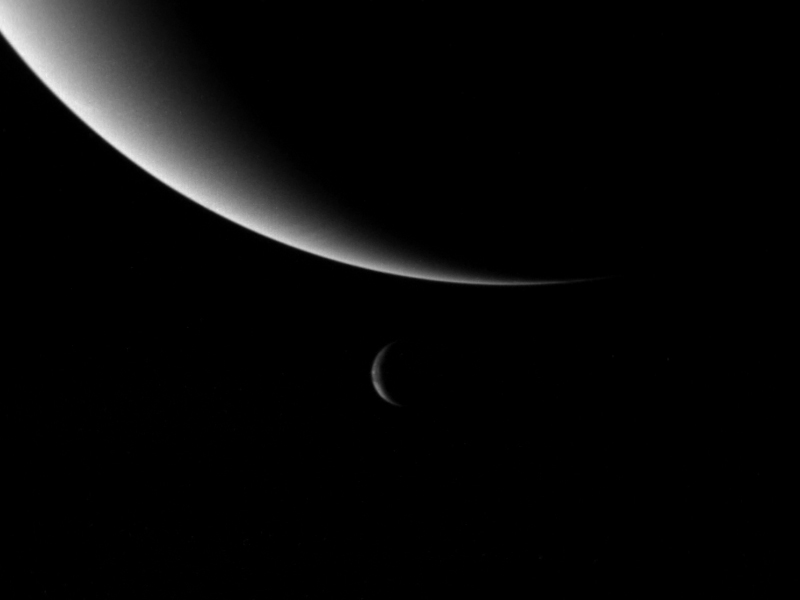
Neptú i la seva lluna Tritó, foto presa pel Voyager 2.

La definició de «planeta» ha estat carregada d'ambigüitat des de l'antiguitat. Al món clàssic es parlava de planetes o planetoi, que significa 'estels errants'. Al llarg del temps la paraula planeta ha significat coses diferents, sovint de forma simultània. El seu significat va ser deformat per incloure o excloure una gran varietat d'objectes, satèl·lits i asteroides. A mesura que el coneixement de l'univers millorà, el significat de la paraula planeta va anar canviant, descartant els vells significats i adoptant-ne de nous, però sense arribar mai a una definició simple i concreta.
Cap al final del segle xix planeta tenia, sense haver estat definida, un lloc còmode com a paraula de treball. Només s'aplicava a objectes del sistema solar; un nombre suficient petit perquè qualsevol diferència pogués ser tractada amb una base individual. Tanmateix després de 1992, els astrònoms van començar a descobrir molts objectes addicionals fora de l'òrbita de Neptú, i centenars d'objectes extrasolars (orbitant altres estels). Aquests descobriments no només van incrementar el nombre de planetes en potència, sinó que també augmentaren la seva varietat i peculiaritat. Alguns eren prou grossos per a ser estels, mentre altres eren més petits que la lluna de la Terra. Aquests descobriments posaren a prova les nocions del que podia ser un planeta.
La qüestió d'una definició clara de planeta va ser necessària l'any 2005 quan es va descobrir l'objecte transneptunià Eris (un planeta nan), un cos més gran que el que aleshores es considerava el planeta més petit (Plutó). A la resposta de l'any 2006 la Unió Astronòmica Internacional (UAI), reconeguda per resoldre temes de nomenclatura, va emetre la seva decisió. La definició proposada s'aplica només al nostre Sistema solar, i estableix que un planeta és un cos que té una òrbita lligada al sol, és prou gran perquè la seva pròpia gravetat el faci voltar, i té els seus voltants nets d'objectes petits. Sota aquesta nova definició Plutó i altres objectes més enllà de Neptú no es poden qualificar de planetes. La decisió de la UAI no ha resolt totes les controvèrsies, i mentre molts científics l'han acceptada, part de la comunitat científica s'hi oposa.

## Història

### Planetes a l'antigor

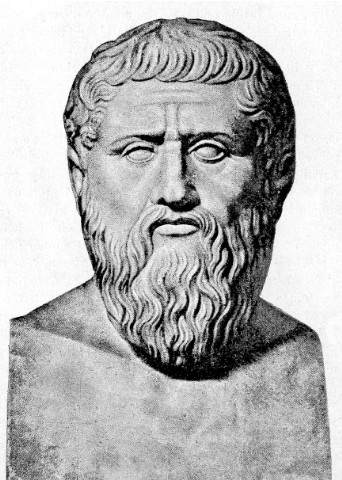
El filòsof Plató

Mentre el coneixement dels planetes precedeix la història i és comú de moltes civilitzacions, la paraula «planeta» data de l'antiga Grècia. Els grecs creien que la terra estava estacionària en el centre de l'univers, d'acord amb el model geocèntric, i que els objectes del cel i el cel mateix, voltaven la terra. Varen fer servir per als planetes el terme asteres planetai, "estrelles errants" Per descriure aquests aquest objectes que semblaven estels però que es movien en el decurs de l'any en contrast amb els asteres aplanis, les "estrelles fixes", les quals estaven immòbils relativament unes respecte a les altres. Els cinc cossos anomenats «planetes» que eren coneguts pels grecs són els que són visibles a ull nu: Mercuri, Venus, Mart, Júpiter, i Saturn.
La cosmologia grecoromana normalment afegia el sol i la lluna als planetes, que sumaven aleshores 7 (com passa en l'Astrologia).Però hi havia una certa ambigüitat en això:
Plató en el diàleg Timeu menciona "el sol i la lluna i cinc altres estels que són anomenats planetes"
Aristòtil, el seu deixeble, fa una distinció similar en la seva obra "sobre el cel".
En l'Almagest escrit al segle ii, Ptolemeu es refereix al "Sol, la lluna i els cinc planetes."

### Els planetes a l'Edat Mitjana

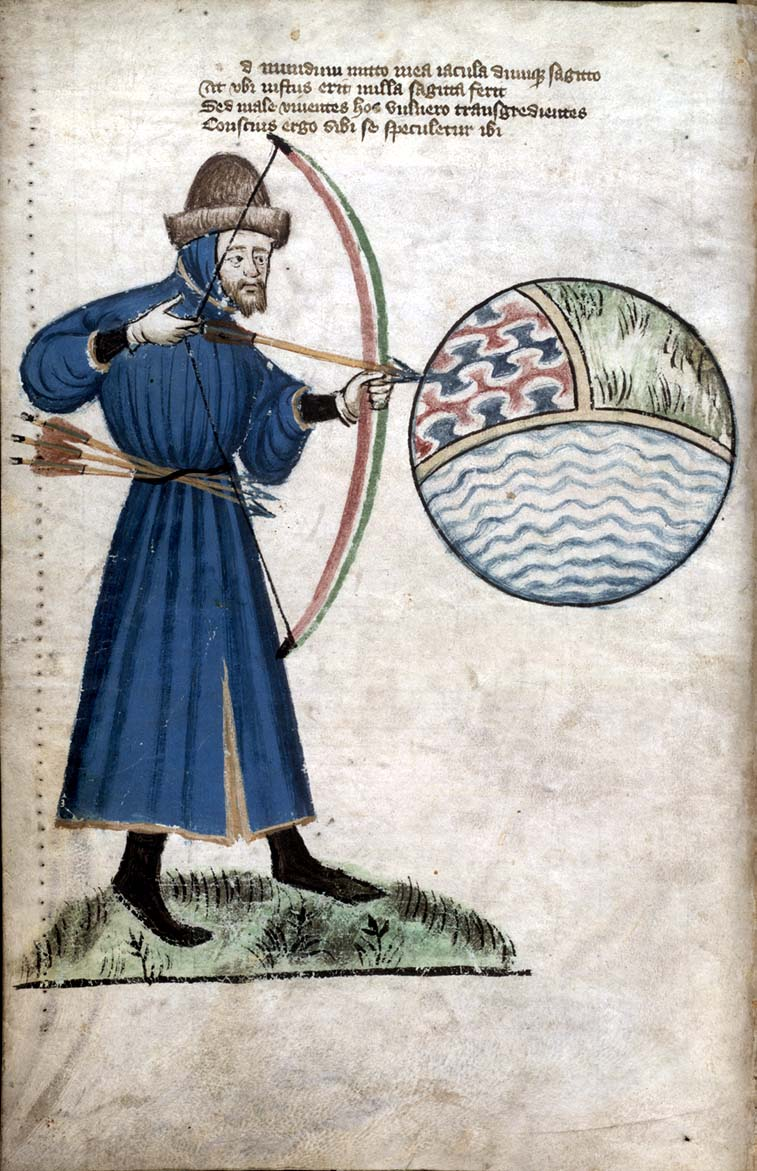
John Gower

En temps medievals i en el Renaixement s'acceptava en general la idea dels set planetes. La introducció a l'astronomia escrita en època medieval per Sacrobosco anomenada De sphaera mundi, inclou el Sol i la Lluna entre els planetes Mentre les instruccions de les taules d'Alfons X el Savi mostren com "trobar mitjançant les taules els moviments del, sol, la lluna i la resta de planetes" En la seva Confessio Amantis, el poeta del segle xiv John Gower, indica que el Sol i la Lluna són planetes. Fins i tot Copèrnic, que rebutjava el model geocèntric, era ambivalent respecte si el Sol i la Lluna eren planetes en el seu De Revolutionibus, Copèrnic clarament separava "el sol, la lluna, planetes i estrelles"; però en la dedicatòria al papa Pau III, Copèrnic escriu: "el moviment del sòl i la lluna... i dels altres cinc planetes."

### Terra

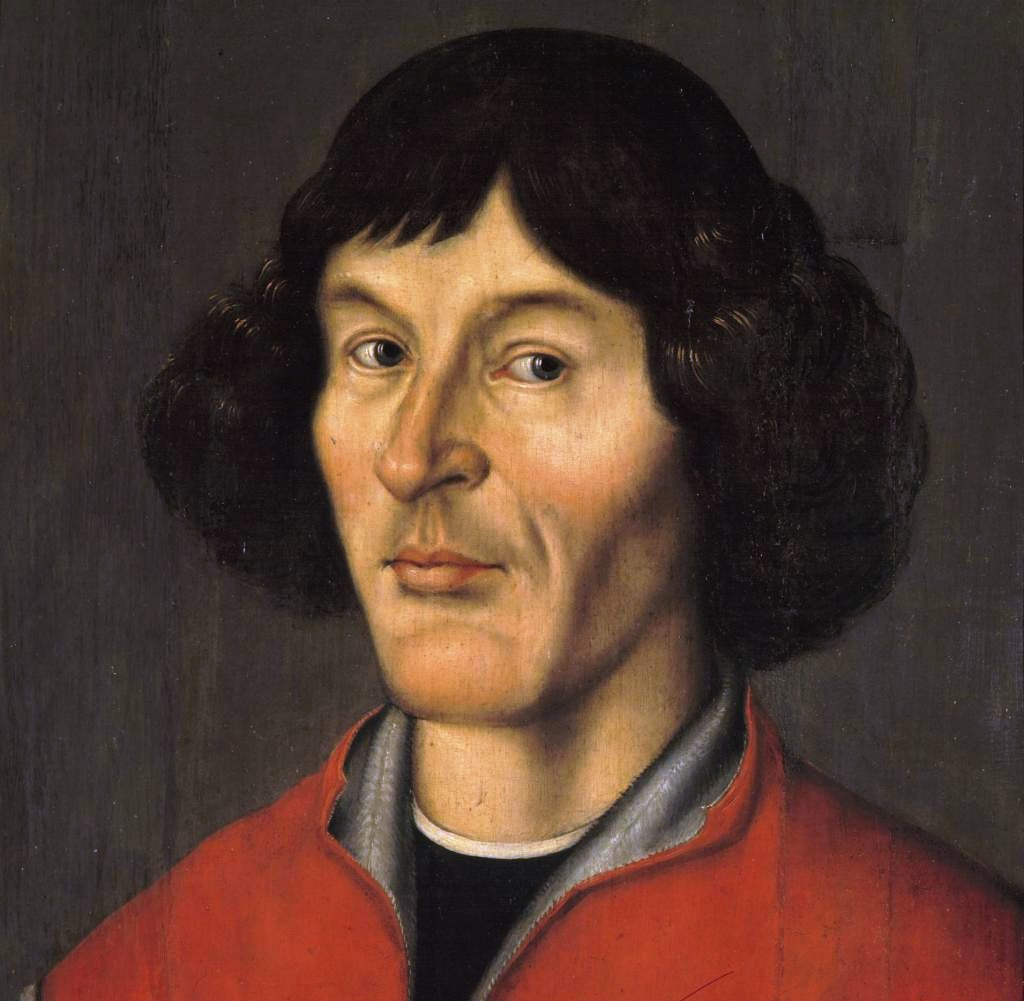
Copèrnic

Un cop acceptat el model heliocèntric de Copèrnic la Terra va entrar dins del terme de planeta i el Sol i la Lluna en van sortir.
Galileu indirectament es va referir a la Terra com un planeta en el Diàleg Sobre les Dues Concepcions del Món.

### Planetes moderns

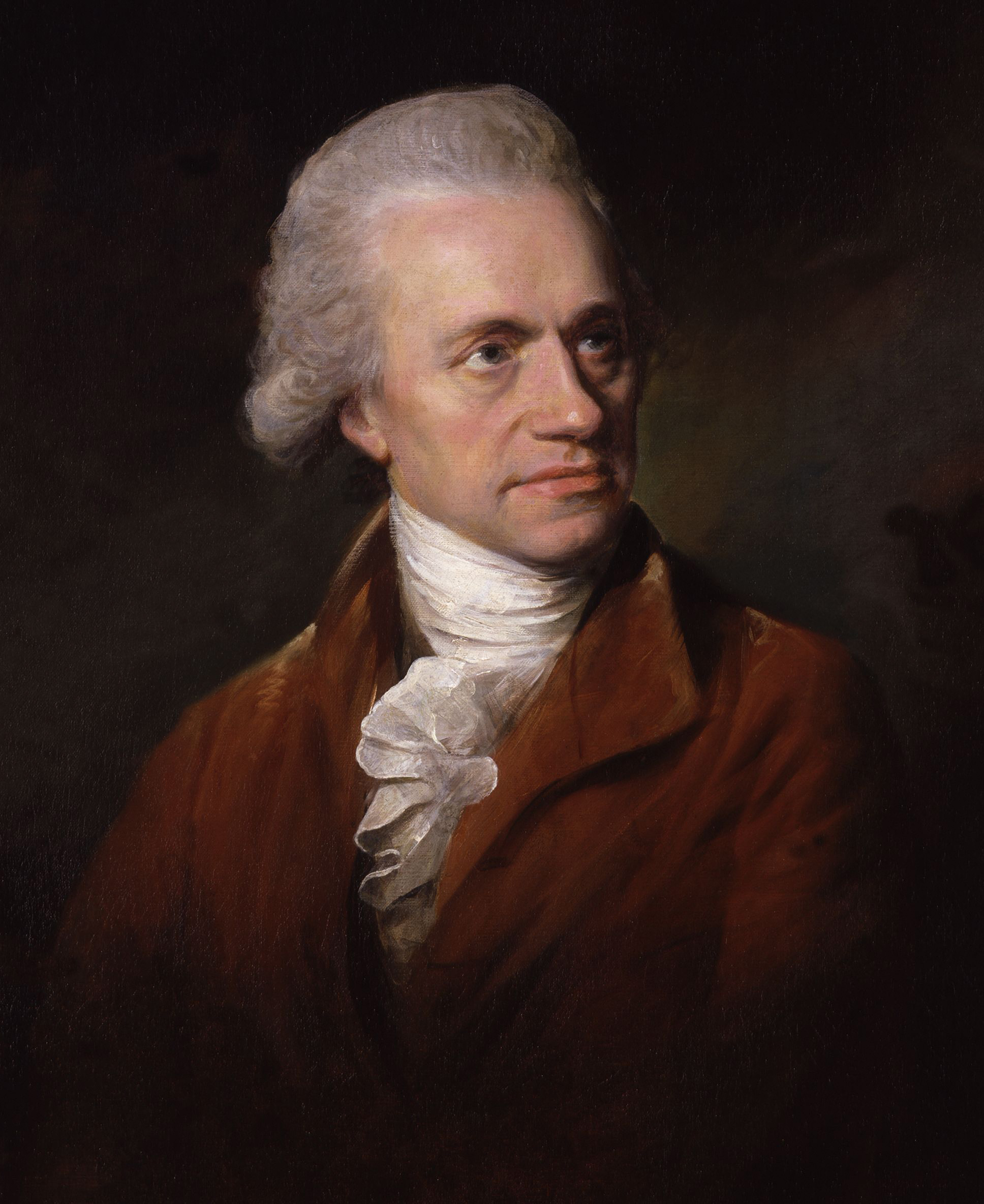
William Herschel, descobridor d'Urà

Urà va ser descobert per l'astrònom W.Herschell l'any 1781, pensant primer que es tractava d'un cometa, ja que era el primer planeta que es descobria en la història de la humanitat (a part dels 5 planetes clàssics) i a Herschell no se li podia ocórrer trobar un nou planeta. Va ser el seu company astrònom Nevil Maskelyne, qui li va dir que l'objecte descobert seguia una òrbita al voltant del Sol, no tenia cua ("coma") i per això no podia ser un cometa. Aquest objecte va ser reconegut com el setè planeta Urà (el pare de Saturn).
Les irregularitats gravitatòries d'Urà van portar al descobriment de Neptú el 1846, i les presumptes irregularitats (ja que posteriorment es va descobrir que la massa de Plutó no era suficient per produir-les) de l'òrbita de Neptú van fer que es descobrís Plutó el 1930. El 1989, la Voyager 2 atribuí les irregularitats a una sobreestimació de la massa de Neptú.

### Satèl·lits

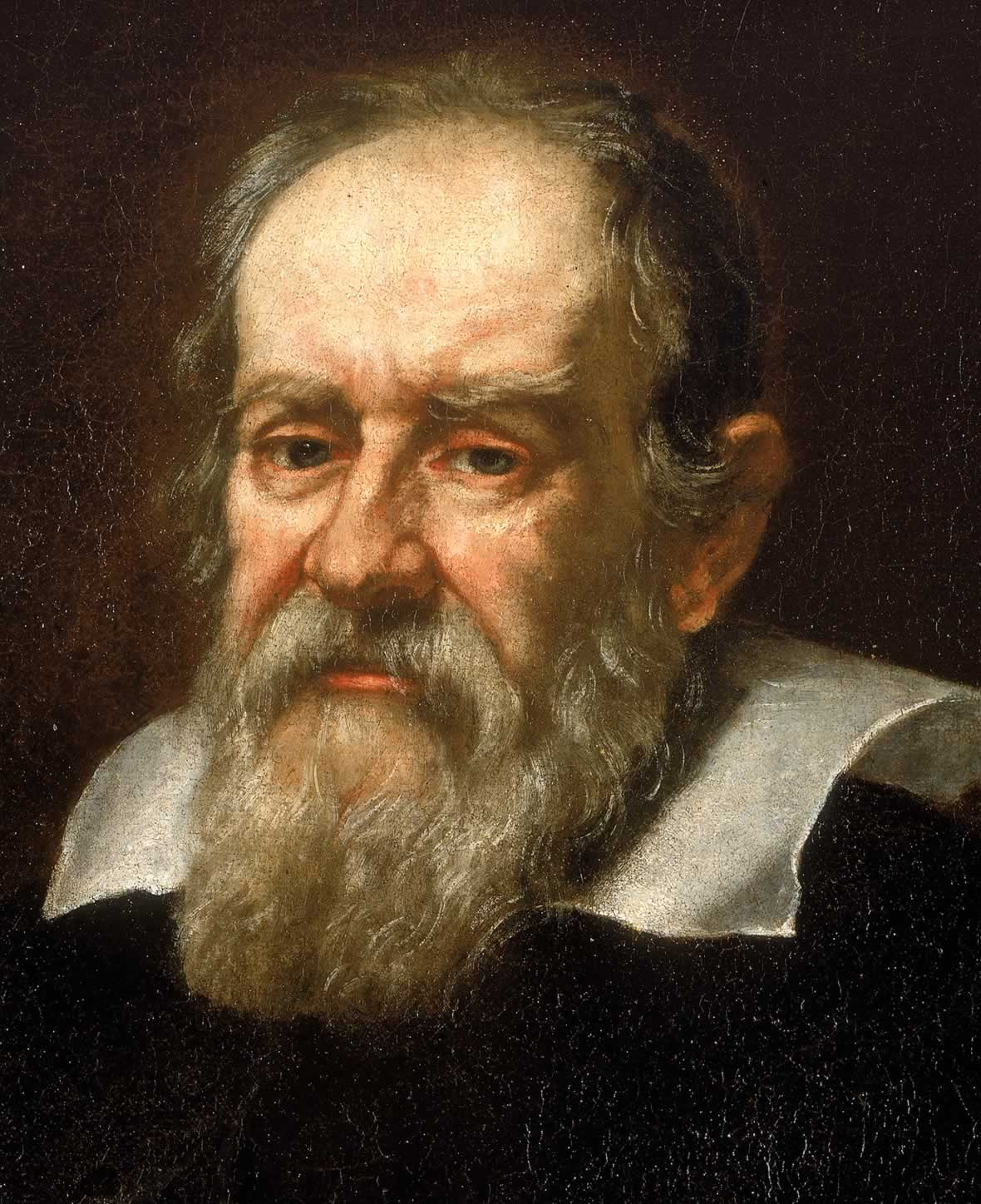
Galileo Galilei

Quan Copèrnicu va posar la Terra entre els planetes va posar també la Lluna en òrbita al voltant de la Terra. Va ser el primer satèl·lit natural en ser descobert. Després, el 1610, Galileu va descobrir els satèl·lits de Júpiter però no va donar-los el nom de satèl·lits sinó d'estrelles. També, Christiaan Huygens, descobridor el 1655,de la lluna més gran de Saturn (Tità) va fer servir moltes paraules per a descriure'l: planeta, ('planeta') stella ('estrella') Luna ('lluna'), i el més modern de satellite.

### Planetes menors

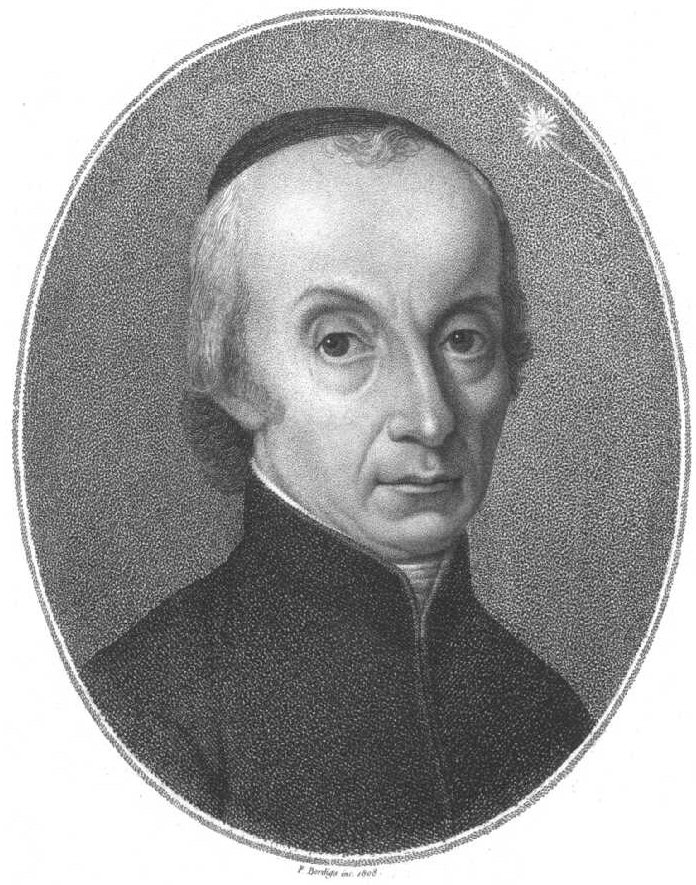
Giuseppe Piazzi, descobridor de Ceres

Quan William Herschel va descobrir Urà va validar la funció matemàtica de Bode, que genera la mida del semieix major d'una òrbita planetària. Seguint aquest principi Piazzi, el 1801, va ser el primer a descobrir un planeta menor anomenat Ceres.
La paraula asteroide va ser inventada per Herschel i significa "com una estrella" el terme era necessari quan es van anar descobrint més planetes menors que aproximadament estaven a la mateixa distància del Sol i podrien ocupar la mateixa òrbita cosa que semblava impossible fins i tot per a Shakespeare ("Two stars keep not their motion in one sphere").

### Plutó
El 1978, es va descobrir la lluna més gran de Plutó, (Caront) cosa que va permetre determinar la massa del fins aleshores considerat un planeta. Tenia una massa molt menor a la que s'esperava, només una sisena part de la massa de la lluna de la Terra. A partir de 1992 es van trobar molts cossos de gel similars a Plutó més enllà de l'òrbita de Neptú,. era el pronosticat Cinturó de Kuiper.
Com que l'òrbita de Plutó es trobava en el cinturó de Kuiper es va ja qüestionar el seu estatus de planeta i va ser reclassificat com un planeta menor (com Ceres).

## Planetes menors
El terme "planeta menor" o "planetoide" s'ha usat sovint per descriure aquells objectes que, encara que orbiten al voltant del sol, no compleixen certs criteris comuns dels planetes "principals". Quins criteris són aquests, o fins i tot si han d'existir tals criteris, és subjecte de cert debat.

### Òrbita compartida
Un possible criteri per distingir entre un planeta principal i un planeta menor seria el de si la seva òrbita és única o compartida amb altres objectes de grandària similar. El descobriment d'Urà per Herschel semblava validar la llei de Bode, una funció matemàtica que genera la grandària del semieix major de les òrbites planetàries. Els astrònoms consideraven la llei com una coincidència insignificant, però Urà queia molt a prop de la distància exacta que predeia. Com la llei de Bode també predeia l'existència d'un cos entre Mart i Júpiter que aleshores no s'havia observat, els astrònoms van parar esment a aquesta regió amb l'esperança que pogués complir-se de nou. Finalment, el 1801, Ceres, un objecte tan petit que gairebé era invisible per als telescopis de l'època, va ser trobat just en el lloc correcte de l'espai. L'objecte va ser declarat com a planeta.
Després, el 1802, Heinrich Olbers va descobrir Pal·les, un segon «planeta» més o menys a la mateixa distància del sol que Ceres. La idea que dos planetes poguessin ocupar la mateixa òrbita va ser un afront a un mil·lenni de pensament. Uns anys després es va descobrir un altre món en una òrbita similar, Juno. A partir de llavors els descobriments es van accelerar.
William Herschel va suggerir que se'ls donés una classificació separada a aquests objectes, asteroides, que significa "semblant a un estrella", ja que eren massa petits perquè es poguessin resoldre els seus discos i, per tant, semblaven estrelles, encara que la majoria dels astrònoms preferia anomenar-los planetes. Els llibres de text científics de 1828, després de la mort de Herschel, encara nomenaven als asteroides entre els planetes. El 1851, el nombre d'asteroides havia pujat fins a 15, i es va adoptar un nou mètode per classificar-los, afegint un número abans dels seus noms, col·locant-los distretament en una categoria diferent. En la dècada de 1860, els observatoris d'Europa i els Estats Units van començar a anomenar-los "planetes menors", o "planetes petits", encara que va haver de passar més temps perquè els primers quatre asteroides s'agrupessin així.

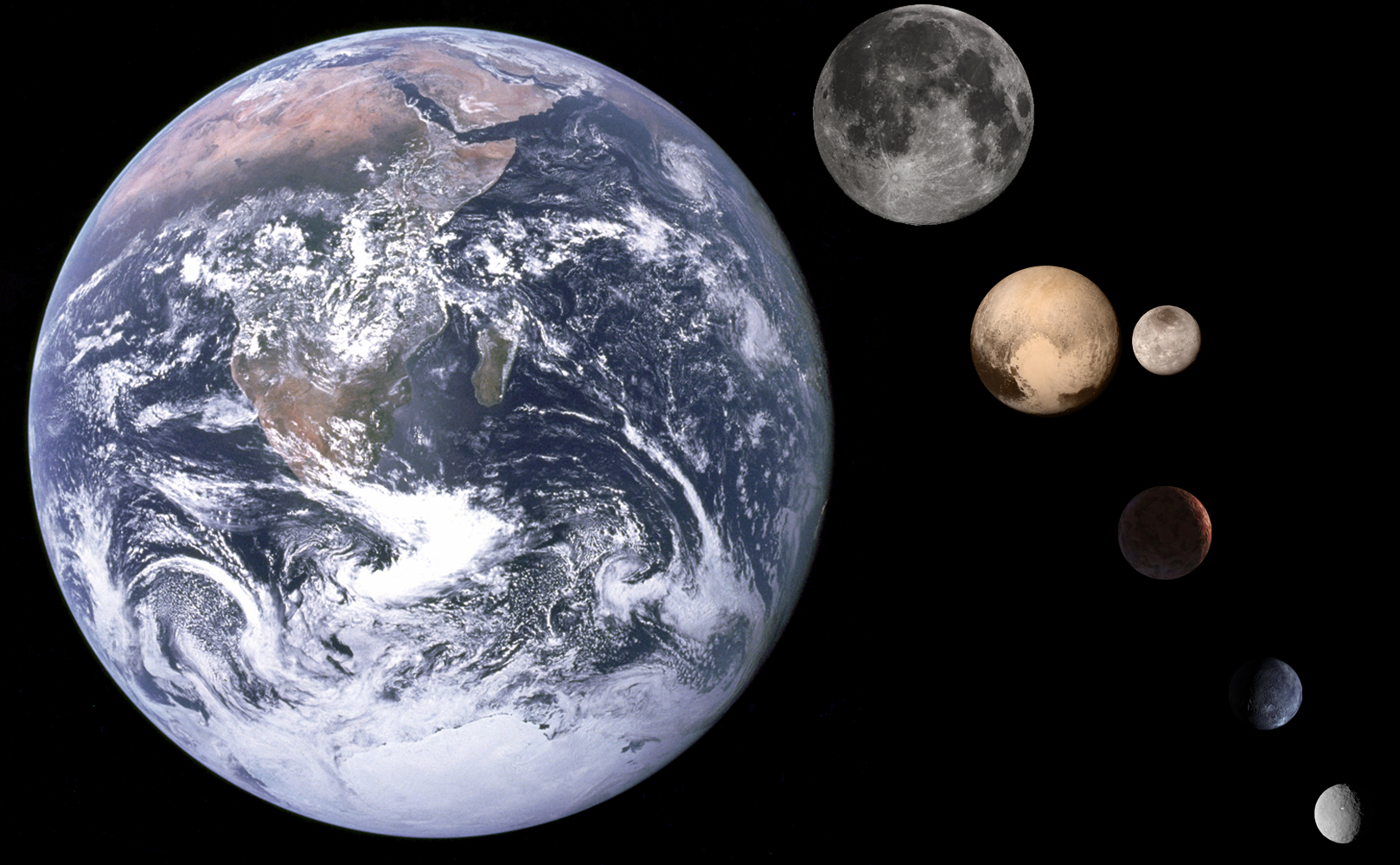
Les grandàries relatives de la Terra (a l'esquerra) i (de dalt a baix) la Lluna, Plutó, i la seva major lluna Caront, Sedna, Quaoar i Ceres a la dreta.

El llarg camí seguit per Ceres des de la consideració de planeta a la pèrdua d'aquesta categoria està reflectit en la història de Plutó, que va ser designat com a planeta poc després del seu descobriment el 1930. Plutó era una anomalia: un món petit i gelat en una regió de gegants gasosos amb una òrbita que l'eleva molt per sobre del plànol de l'eclíptica i fins i tot l'introdueix dins de la de Neptú. No obstant això, era únic, que se sabés. Després, a principis de 1992, els astrònoms van començar a detectar un gran nombre de cossos gelats més enllà de l'òrbita de Neptú que eren similars a Plutó en grandària i composició. Van concloure que havien descobert l'hipotètic cinturó de Kuiper (de vegades anomenat cinturó d'Edgeworth-Kuiper), una franja de cossos gelats que és la font dels cometes de "període curt"—com el Halley, amb períodes orbitals de fins a 200 anys.
L'òrbita de Plutó es troba enmig d'aquesta franja i, per tant, el seu estatus planetari es va posar en qüestió, el precedent assegut per Ceres de degradar a un objecte del seu estatus de planeta per la seva òrbita compartida ha portat a molts a concloure que Plutó també ha de ser reclassificat com a planeta menor. Mike Brown, del Caltech, va suggerir que hauria de redefinir-se «planeta» com a "qualsevol cos del sistema solar que tingui més massa que la massa total de tots els altres cossos que tinguin una òrbita similar". Els vuit planetes per sobre d'aquest límit serien els "planetes majors". Hi ha hagut bastant clam davant la perspectiva d'una "degradació" de Plutó, i el 1999 la Unió Astronòmica Internacional va votar oficialment per mantenir la classificació de planeta per a Plutó.
El descobriment de diversos objectes que s'aproximen a la grandària de Plutó, com (50000) Quaoar i Sedna, van seguir minant els arguments a favor que Plutó era excepcional en comparació de la resta de la població transneptuniana. El 28 de juliol de 2005, Mike Brown i el seu equip van anunciar el descobriment d'un objecte que es va confirmar com a major que Plutó, designat inicialment com 2003 UB313 (i des del 13 de setembre de 2006 amb nom definitiu: Eris). Encara que els seus descobridors (i molts mitjans de comunicació) el van nomenar immediatament el desè planeta. En la segona meitat d'octubre de 2003 se li va donar la designació provisional 2003 UB313, col·locant-ho com l'objecte número 7827 en la llista oficial de planetes menors. Després de la decisió de la UAI de l'agost de 2006, va passar a ser el planeta menor més gran conegut del sistema solar, per davant de Plutó.
No obstant això, el criteri d'òrbita compartida no manca d'ambigüitat; no defineix un planeta per la seva composició o formació, sinó per la seva posició. Per tant, amb aquesta definició, un cos de la grandària de Plutó o més petit que orbiti en solitari seria un planeta, mentre que objectes més grans que estiguessin propers entre si es denominarien "planetes menors".

### Esfericitat

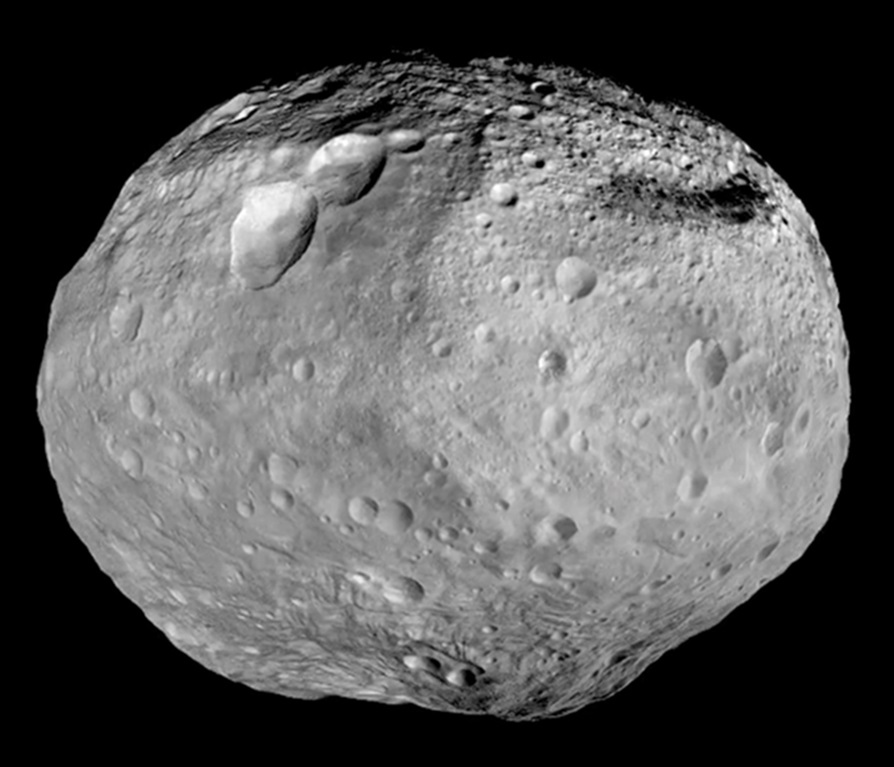
L'asteroide (4) Vesta és tècnicament un esferoide

Diversos astrònoms, com Alan Stern, sostenen que la grandària, i no una òrbita única, és el criteri adequat per definir a un planeta menor. La grandària dels objectes que orbiten al voltant del sol varia des de partícules de pols a Júpiter, per la qual cosa òbviament seria necessari un límit inferior. El límit potencial més debatut és quan un objecte es fa esfèric per la seva pròpia gravetat. Molts astrònoms afavoreixen aquesta definició, perquè permetria a Plutó conservar el seu estatus de planeta. Una definició com aquesta li donaria la volta a les nocions convencionals sobre el nostre sistema solar, ara se sap que Ceres, abans un mer punt de llum, és esfèric, i per tant, amb aquesta definició, recuperaria el seu estatus de planeta.
No obstant això, decidir què objectes del sistema solar són esfèrics o esferoides és més complicat del que sembla. En termes matemàtics, un el·lipsoide consisteix en una el·lipse que gira al voltant d'un eix. Per tant, té dos eixos amb la mateixa longitud i l'altre, entorn de com gira, més curt; semblen esferes aplatades en la direcció a l'eix de rotació. Una secció sobre un eix produirà una circumferència, mentre que una secció sobre els altres dos eixos produirà una el·lipse.
El·lipsoide és un terme general que inclou a les esferes i els esferoides, però aquí s'usa en el sentit de el·lipsoide escalè, un cos que els seus tres eixos tenen longituds diferents. Totes les seccions d'un el·lipsoide escalè produeixen una el·lipse.
No obstant això, tots els punts de la superfície d'un el·lipsoide estan units per corbes suaus (les que formen les seccions el·líptiques o circulars). Per a un cos topogràficament irregular això només serveix d'aproximació; no obstant això, tenint en compte aquesta irregularitat, existeix un gran contrast entre cossos com Encèlad, que és essencialment el·lipsoïdal, i cossos irregulars com Proteu, una lluna de Neptú, les protuberàncies de la qual no mostren una curvatura suau.

Si s'usa aquesta base matemàtica per definir un esferoide, el límit entre els objectes esferoïdals i irregulars es desfà clarament, com il·lustra aquesta taula:
| Objecte          | Dimensions (km)    | Massa (1019 kg) | Densitat (g/cm³)* | Forma       |
| ---------------- | ------------------ | --------------- | ----------------- | ----------- |
| 2003 EL61        | 1960 × 1520 × 1000 | 420±10          | 2.6?3.3           | El·lipsoide |
| Ceres            | 975 × 909          | 95              | 2.08              | Esferoide   |
| (4) Vesta        | 578 × 560 × 478    | 27              | 3.4               | Esferoide   |
| (2) Pal·les      | 570 × 525 × 500    | 22              | 2.8               | Irregular   |
| Encèlad          | 505                | 10.8            | 1.61              | Esferoide   |
| (10) Higia       | 500 × 385 × 350    | 10              | 2.76              | Irregular   |
| Miranda          | 471.6              | 6.59            | 1.20              | Esferoide   |
| Proteu           | 436 × 416 × 402    | 5.0             | 1.3               | Irregular   |
| Mimas            | 397.2              | 3.84            | 1.17              | Esferoide   |
| (511) Davida     | 326.1              | 3.6             | 2.0               | Irregular   |
| (704) Interàmnia | 316.6              | 3.3             | 2.0?              | Irregular   |
| Nereida          | 340                | 3.1             | ?                 | Irregular   |
| (3) Juno         | 290 × 240 × 190    | 3.0             | 3.4               | Irregular   |

*La densitat d'un objecte és un indicador bast de la seva composició: quant menor és la densitat, major és la quantitat de gel i menor la quantitat de roca. Els més densos d'aquests objectes, Vesta i Juno, estan composts gairebé enterament de roca amb molt poc gel, i tenen una densitat semblant a la de la Lluna, mentre que els menys densos, com Proteo i Encèlad, estan composts principalment de gel.

És evident que no existeix un límit de massa o grandària que divideixi als objectes del sistema solar que podrien considerar-se "esferoides" i els que són irregulars. Els objectes irregulars Pal·les, Higia i Proteu són més grans que altres objectes considerats regulars, com Miranda i Mimas. A més, com demostren les dimensions llistades de la taula, el terme "esferoide" és, en qualsevol cas, bastant imprecís. Vesta, per la formulació de dalt, és un esferoide, però no és una esfera sota cap de les definicions utilitzades comunament (vegeu imatge).
No obstant això, encara que es limita la nostra mostra per aproximar-nos a esferes, la gravetat per si sola no és l'únic determinant de la forma. Els objectes composts de gel, com Encèlad i Miranda, adquireixen una forma esfèrica amb major facilitat que els que estan composts de roca, com Vesta i Pal·les. L'energia calorífica deguda al col·lapse gravitacional, les forces de marea o la descomposició radioactiva també és un factor que decideix si un objecte serà esfèric o no; la gelada lluna de Saturn Mimas és esfèrica, però la lluna de Neptú Proteu no ho és, a pesar que és més gran i la seva composició és similar, però és més freda perquè està més allunyada del Sol.
Vegeu també que Ceres és esfèric, però l'objecte 2003 EL61 del cinturó de Kuiper, que és diverses vegades més massiu i el major objecte no esfèric del sistema solar, ha quedat allargat en forma d'el·lipsoide per la seva major velocitat de rotació. Júpiter i Saturn també es mostren molt aplatats per la seva ràpida rotació. Mimas, Encèlad i Miranda han quedat estirats en esferoides allargats per les forces de marea.
Altres astrònoms han suggerit que, per superar aquesta incertesa, hauria de fixar-se arbitràriament el diàmetre límit per a la condició de planeta en el de Plutó, preservant així els nou planetes tradicionals i permetent la possibilitat de futures addicions, mentre que altres han suggerit que hauria de fixar-se en 1000 km, la qual cosa afegiria a la llista de planetes a tres KBOs més petits que Plutó.

## Planetes dobles

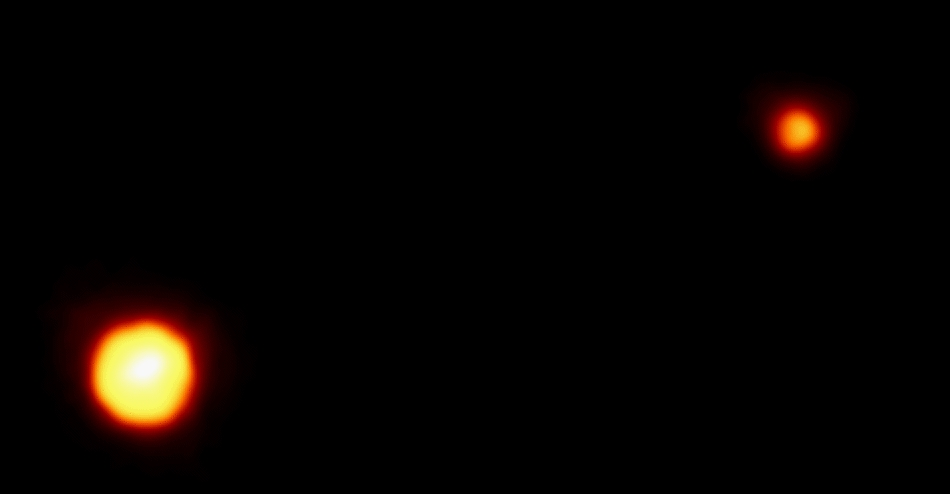
Una imatge de telescopi de Plutó i Caront.

Plutó i el seu major satèl·lit, Caront, són característics perquè el seu baricentre (el punt al voltant del que tots dos giren) està situat fora del volum de tots dos cossos. Això significa que, en lloc que Caront estigui girant al voltant de Plutó, tots dos estan orbitant al voltant del centre de masses. Per tant, és comú entre els astrònoms referir-se a Plutó/Caront com un planeta doble: dos objectes que orbiten al voltant del sol en tàndem.
Fins i tot nostra pròpia Lluna podria considerar-se com a membre d'un planeta doble. Encara que orbita al voltant de la Terra, mirant l'eclíptica des de dalt, la Lluna mai fa bucles, i en essència orbita al voltant del sol per propi dret. El problema és que el centre de masses del sistema Terra/Lluna queda dins de la pròpia Terra. En cas de no ser així, la Lluna tindria el mateix dret que Caront a ser declarat planeta.

Un diagrama que il·lustra la co-órbita de la Lluna amb la Terra.

## Satèl·lits amb característiques planetàries
A més, moltes llunes presenten sovint característiques en comú amb els veritables planetes, encara que no orbitin directament al sol. La lluna de Júpiter Ganímedes i la lluna de Saturn Tità són més grans en diàmetre (encara que no en massa) que Mercuri, i Tità té fins i tot una atmosfera significativa, més gruixuda que la de la Terra. Llunes com Io i Tritó demostren activitat geològica evident, i Ganímedes té un camp magnètic.
Es pot argumentar que, igual que a les estrelles que orbiten al voltant d'altres estrelles se'ls anomena estrelles, els objectes que orbiten al voltant de planetes i comparteixen totes les seves característiques també haurien de nomenar-se planetes.

## Planetes extrasolars
La frontera entre «estrella» i «planeta» s'ha difuminat considerablement des de 1995, amb el descobriment fins avui de més de 460 planetes extrasolars: objectes de la grandària d'un planeta en òrbita al voltant d'una estrella. Molts d'aquests planetes són de grandària considerable i s'aproximen a la massa d'estrelles petits, mentre que al seu torn moltes estrelles descobertes recentment són prou petites per ser considerades com a planetes.

### Nanes marrons i blanques

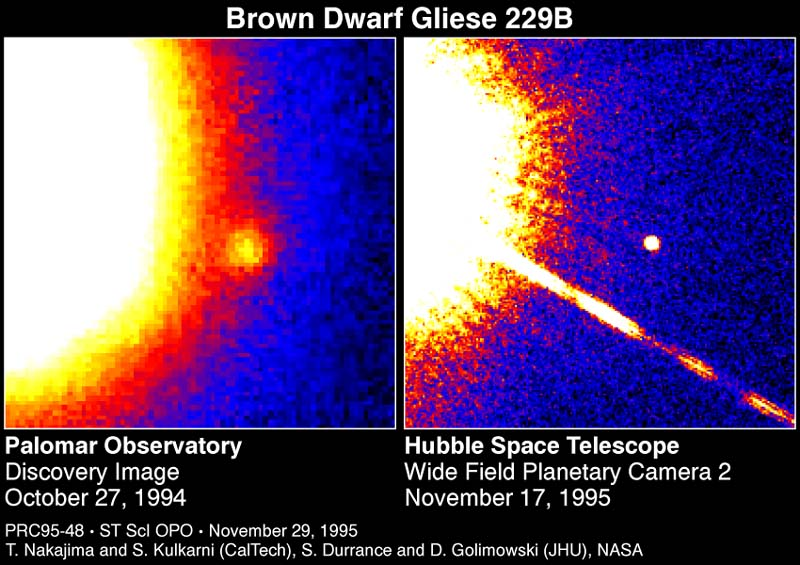
La nana marró Gliese 229B, en òrbita al voltant de la seva estrella

Tradicionalment, la característica diferenciadora d'una estrella ha estat la capacitat de l'objecte de fusionar hidrogen en el seu nucli. No obstant això, estrelles com les nanes marrons sempre han desafiat aquesta distinció. Encara que són molt petites per iniciar una fusió sostinguda de l'hidrogen, se'ls concedeix estatus d'estrella per la seva capacitat per fusionar deuteri. No obstant això, a causa de la relativa escassetat d'aquest isòtop, aquest procés dura solament una petita part de la vida de l'estrella i, per tant, la majoria de les nanes marrons hauran acabat la fusió molt abans de ser descobertes. Són comunes les estrelles binàries i altres formacions amb diversos estrelles, i moltes nanes marrons orbiten a altres estrelles. Per tant, com no estarien produint energia mitjançant fusió, podrien descriure's com a planetes. De fet, l'astrònom Adam Burrows de la Universitat d'Arizona afirma que "des de la perspectiva teòrica, per molt diferent que sigui la manera de formar-se, els planetes gegants extrasolars i les nanes marrons són essencialment el mateix". De la mateixa manera, una nana blanca en òrbita com Sírius B, com ha deixat de fusionar, podria ser considerada com a planeta. No obstant això, la convenció actual entre els astrònoms és que qualsevol objecte prou massiu perquè hagi tingut la capacitat de fusionar durant la seva vida ha de considerar-se com una estrella.

### Planetes errants
La confusió no acaba amb les nanes marrons. Zapatero Osorio et al. han descobert en cúmuls estel·lars joves molts objectes amb masses per sota de la requerida per a fusió de qualsevol tipus (calculada en unes 12 masses de Júpiter). Han estat descrits com a "planetes flotants lliures" perquè les teories actuals sobre la formació de sistemes solars suggereixen que els planetes poden sortir ejectats en conjunt del sistema solar si les seves òrbites es fan inestables. Un altre nom, més genèric, és el de "objectes aïllats de massa planetària". Es pot argumentar doncs que el criteri original que un planeta ha d'orbitar a una estrella hauria d'esmenar-se indicant que ha d'haver-se originat en òrbita al voltant d'una estrella.

### Subestrelles

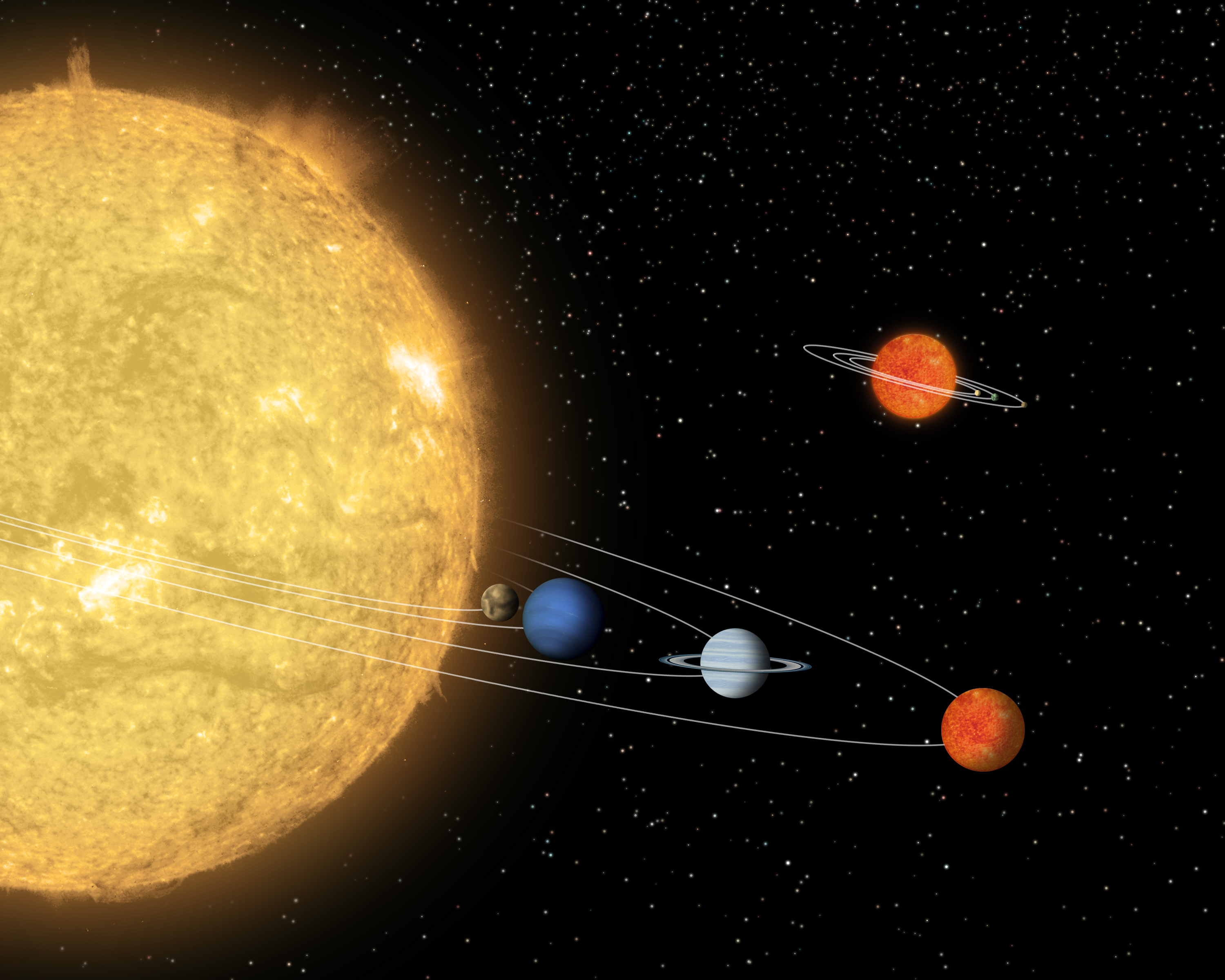
La solitària sub nana marró Cha 110913-773444 (a dalt a la dreta), la nana marró més petita que s'ha descobert, comparada a escala amb un sistema estel·lar més típic, 55 Cancri (esquerra).

No obstant això, també és possible que aquests "planetes flotants lliures" o "objectes aïllats de massa planetària" es formin de la mateixa manera que les estrelles; per això els seus descobridors també les anomenen "nanes grises" o sub nanes marrons. La diferència substancial entre una estrella de poca massa i un gegant gasós no està clara; a part de la grandària i la temperatura relativa, hi ha poc més que separi a un gegant gasós com Júpiter de la seva estrella mare. Tots dos tenen la mateixa composició: hidrogen i heli, amb traces d'elements més pesats en les seves atmosferes. La diferència acceptada generalment està en la formació; es diu que les estrelles es formen "des de dalt"; a partir dels gasos d'una nebulosa per col·lapse gravitacional i, per tant, estarien compostes gairebé enterament d'hidrogen i heli, mentre que els planetes es diu que es formen "des de baix"; per l'acreció de la pols i el gas en òrbita al voltant de la jove estrella i, per tant, haurien de tenir nuclis de silicats o gels. Actualment no és clar si els gegants gasosos tenen nuclis així. Si efectivament és possible que un gegant gasós es formi igual que una estrella, sorgeix la qüestió de si un objecte així, fins i tot un tan familiar com Júpiter o Saturn, hauria de ser considerat com una estrella de poca massa en òrbita en lloc de com un planeta.
La UAI va publicar el 2001 un comunicat oficial per definir el que constitueix un planeta extrasolar i el que constitueix una estrella en òrbita:
| « | 1. Els objectes amb massa real per sota de la massa límit per a la fusió termonuclear del deuteri (calculada actualment en 13 masses de Júpiter per als objectes de metal·licitat solar) que orbitin al voltant d'estrelles o restes estel·lars són «planetes» (no importa com s'hagin format). La massa/grandària mínima requerida perquè un objecte extrasolar sigui considerat com a planeta ha de ser la mateixa utilitzada en el nostre sistema solar. 2. Els objectes subestel·lars amb massa real per sobre de la massa límit per la fusió termonuclear del deuteri són "nanes marrons", sense importar com es van formar ni on es trobin. 3. Els objectes en flotació lliure en cúmuls estel·lars joves amb massa per sota de la massa límit per a la fusió ternomuclear del deuteri no són «planetes», sinó "sub nanes marrons" (o el nom que sigui més apropiat). | » |

De la mateixa manera que en definir un «planeta menor» per la seva òrbita compartida, aquesta definició crea ambigüitat en fer que sigui la posició, en lloc de la formació o la composició, la característica determinant per a la condició de planeta. Un objecte en flotació lliure amb una massa per sota de 13 masses de Júpiter és una "sub nana marró", mentre que un objecte així que orbiti al voltant d'una estrella amb fusió és un planeta, encara que amb caràcter general tots dos objectes siguin idèntics. Aquesta ambigüitat va quedar en evidència el desembre de 2005, quan el Telescopi espacial Spitzer va captar la nana marró més petita que s'ha descobert, amb només vuit vegades la massa de Júpiter i juntament amb el que sembla el començament del seu propi sistema estel·lar. Si aquest objecte s'hagués trobat en òrbita al voltant d'una altra estrella, s'hauria denominat planeta.
La línia es va fer més borrosa encara el 3 d'agost de 2006, quan Ray Jayawardhana, de la Universitat de Toronto, i Valentin D. Ivanov, de l'Observatori Europeu Austral, van anunciar el descobriment del sistema Oph 1622, dos objectes planetaris extrasolars molt joves (d'uns pocs milions d'anys) en òrbita un al voltant de l'altre. Situats en una regió de formació d'estrelles en la constel·lació de Serpentari, els dos objectes tenen aproximadament 7 i 14 masses jovianes respectivament. Encara que tècnicament es pot considerar que constitueixen un sistema estel·lar, ja que l'objecte major supera el llindar de les 13 masses jovianes de les nanes marrons, ha desbaratat les teories predominants sobre la formació de planetes. Estan tan lluny un de l'altre (unes sis vegades la distància de Plutó al sol) que és improbable que es formessin com a part del mateix sistema, o que fossin ejectats des d'un sistema més gran, ja que un succés així els hauria allunyat en espiral un de l'altre. Els seus descobridors conclouen per tant que probablement els objectes es van formar a partir del mateix núvol de gas, de manera similar a les estrelles binàries, demostrant així per primera vegada que es pot formar un objecte de massa planetària de la mateixa manera que ho fa una estrella.

### Els planemos
El professor d'astronomia de la Universitat de Berkeley (Califòrnia) Gibor Basri, per ajudar a aclarir la nomenclatura dels cossos celestes, va proposar a la UAI el terme planemo. Sota la definició de Basri, un planemo seria un objecte arrodonit per la seva pròpia gravetat i el nucli de la qual no arriba a patir la fusió nuclear durant la seva vida, independentment de la seva òrbita. D'aquesta manera, un planemo es defineix per les seves característiques físiques sense límits arbitraris.
La definició de planeta seria la d'un planemo que orbita al voltant d'un fusor.

## El debat de la UAI
Per a la majoria dels astrònoms, el problema de què constitueix un planeta ho havia de decidir la Unió Astronòmica Internacional (UAI). D'acord amb un informe publicat en la revista Nature, el descobriment d'Eris (2003 UB313) havia forçat la qüestió.

### Opcions inicials (2005)
L'octubre de 2005, un grup de 19 membres de la UAI que ja havien estat treballant en una definició des del descobriment de Sedna el 2003, van reduir les seves opcions a una llista de tres, permetent a cada membre votar a més d'una opció. Aquestes definicions eren:
| « | - Un planeta és qualsevol objecte en òrbita al voltant del sol amb un diàmetre major de 2000 km. (onze vots a favor) - Un planeta és qualsevol objecte en òrbita al voltant del sol la forma del qual és estable a causa de la seva pròpia gravetat (vuit vots a favor) - Un planeta és qualsevol objecte en òrbita al voltant del sol que sigui dominant en el seu veïnatge immediat (sis vots a favor) | » |

La primera seria una definició essencialment cultural/històrica, reconeixent la identitat històrica de Plutó com a planeta en establir un límit arbitrari immediatament per sota del seu diàmetre. Sota aquesta definició, els únics planetes coneguts del nostre sistema solar serien els nou actuals més Eris (2003 UB313).
La segona proporciona una base més científica per al límit, i també evita el límit de "rodonesa" enterbolit per objectes com 2003 EL61, però segueix descartant molts objectes irregulars, com Pal·les, que són més grans que molts objectes regulars. Mitjançant aquest criteri, dotzenes d'objectes del nostre sistema solar serien considerats com a planetes.
La definició final només deixaria vuit planetes en el sistema solar, relegant a Plutó a l'estatus de planeta menor. Aquesta raó va resultar ser la menys popular.
Com no es va poder aconseguir un consens general, el comitè va decidir traslladar aquestes tres definicions a una votació més àmplia, que s'havia d'aconseguir en l'Assemblea General de la UAI que se celebraria a Praga l'agost de 2006. La UAI va comunicar que publicaria una definició a principis del mes següent.

### L'esborrany de proposta (2006)

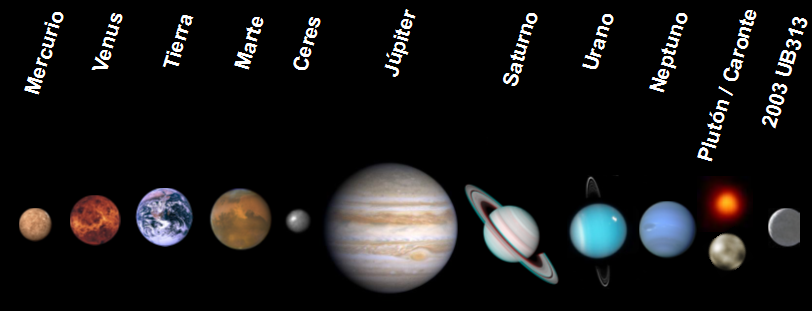
Diagrama que mostra els dotze planetes del sistema solar, segons l'esborrany de proposta, que va ser finalment rebutjat.

La UAI va publicar la seva proposta de definició a l'agost de 2006. Aquella proposta recolzava en certa manera la segona opció considerada pel comitè el 2005. La seva formulació exacta va ser la següent:
| « | Un planeta és un cos subestel·lar que (a) té suficient massa perquè la seva pròpia gravetat superi les forces de cos rígid de manera que adquireixi una forma (pràcticament rodona) en equilibri hidrostàtic, i (b) està en òrbita al voltant d'una estrella, i no és una estrella ni el satèl·lit d'un planeta. | » |

La UAI va proposar, basant-se en aquesta proposta, que s'incloguessin tres nous planetes: Ceres, Caront i Eris. Probablement s'unirien altres dotze més una vegada que s'acordés que també són esfèrics. Malgrat el que s'afirmava en alguns mitjans, aquesta proposta no limitava automàticament el sistema solar a 12 planetes. Mike Brown, el descobridor de Sedna i Eris, va afirmar que aquesta definició podria acabar incloent a 53 planetes en el nostre sistema, amb centenars o fins i tot milers encara per descobrir.

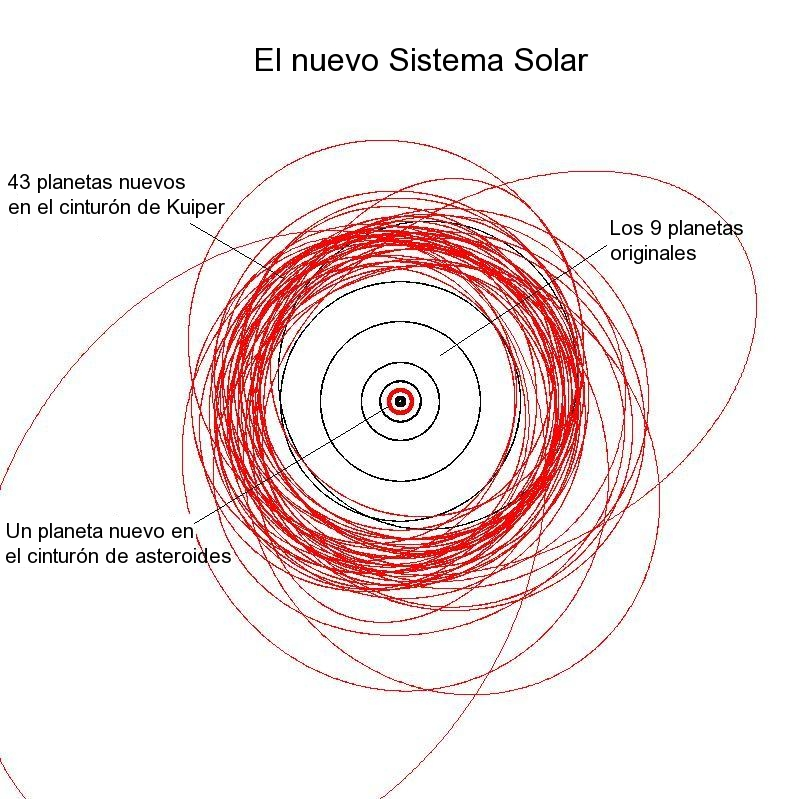
Com podria quedar el sistema solar si se li concedís estatus de planeta a tots els planetes potencials que s'estan observant en l'actualitat, segons Mike Brown

Sota aquella proposta, Plutó i Caront es consideraven un planeta doble, encara que la definició (que indicava que el baricentre del sistema ha d'estar fos de tots dos cossos) era exclusiva de Plutó-Caront i excloïa a altres planetes dobles potencials, com la Terra i la Lluna. No obstant això, suposant que la Terra i la Lluna sobrevisquin al sol quan es converteixi en una geganta vermella, arribarà un dia en el qual la Lluna es convertiria en un planeta en allunyar-se, ja que el baricentre sortirà del volum de la Terra. Sota aquesta definició també seria possible que un sistema travessés fases en els quals seria un planeta doble i fases en els quals seria un planeta i una lluna, suposant que el satèl·lit sigui rodó i tingui una òrbita amb certa excentricitat, de manera que tots dos objectes s'apropin i allunyin prou.
No obstant això, aquest esborrany no va ser el finalment adoptat per la UAI.

### Proposta oficial (24 d'agost de 2006)
Finalment, el 24 d'agost de 2006 es va dur a terme la votació per decidir la proposta oficial de la UAI, resultant aprovada per unanimitat la proposta següent:
| « | La UAI […] resol que els planetes i altres cossos del sistema solar es defineixin en tres categories diferents de la següent manera: Un planeta [1] és un cos celeste que (a) està en òrbita al voltant del sol, (b) té suficient massa perquè la seva pròpia gravetat superi les forces de cos rígid de manera que adquireixi un equilibri hidroestàtic (forma pràcticament rodona) [2], (c) ha netejat el veïnatge de la seva òrbita (2) Un planeta nan és un cos celeste que (a) està en òrbita al voltant del sol, (b) té suficient massa perquè la seva pròpia gravetat superi les forces de cos rígid de manera que adquireixi un equilibri hidroestàtic (forma gairebé rodona) [2], (c) no ha netejat el veïnatge de la seva òrbita i (d) no és un satèl·lit. (3) Tots els altres objectes [3] que orbiten al sol s'han de denominar col·lectivament "Cossos Petits del sistema solar". [1] Els vuit planetes són: Mercuri, Venus, Terra, Mart, Júpiter, Saturn, Urà i Neptú. [2] S'establirà un procés de la UAI per assignar als objectes que estiguin en els límits en la categoria de planeta nan o unes altres. [3] Actualment això inclou a la majoria dels asteroides del sistema solar, la majoria dels objectes transneptunians i altres cossos petits. | » |

El terme «planeta menor» va ser finalment abandonat. La UAI ha adoptat el terme informal "planeta nan" per descriure els objectes del sistema solar més petits que Mercuri. Un "Plutó", que rep el seu nom del planeta Plutó, és un terme formal que descriu específicament a tots els planetes gelats del cinturó de Kuiper i més enllà. Els objectes que estan per sota del llindar de "esfericitat" es denominen "cossos menors del sistema solar". La UAI no ha decidit què separa a un planeta d'una nana marró.